# Nia Teppelin
Nia Teppelin (テッペリンニア?, Teppelin Nia) è un personaggio immaginario del manga e anime Sfondamento dei cieli Gurren Lagann, ideato dallo sceneggiatore Kazuki Nakashima per la celebre casa di produzione Gainax.

## Storia

### Prima parte

Copertina del quarto volume del manga raffigurante Nia

Nia appare nella serie a storia già avviata. Principessa di Teppelin, figlia di Lordgenome, re degli uomini-bestia, Nia è una ragazzina allegra e buona, incosciente delle atrocità che il padre ordina ai danni degli esseri umani. Quando un giorno gli chiede che senso ha la sua esistenza, Lordgenome prende le distanze da lei e, in seguito, la fa rinchiudere in un container e ordina di sbarazzarsi di lei gettandola in un'arida valle. Qui il suo destino è di dormire finché non giunga la morte. Accade però che Simon, che si trova per caso in quella stessa valle, noti il container e decida di aprirlo. Esterrefatto nel vedere la giovane ragazza, Simon conduce Nia nella base della brigata Dai-Gurren, pensando che fosse un altro essere umano.
Arrivati alla base, Nia si dichiara la figlia di Lordgenome e, almeno per la sua discendenza, tutti i membri della brigata Dai-Gurren la guardano con un certo timore. Il suo carattere docile e gentile, tuttavia, induce la brigata ad avere fiducia in lei, eccetto Simon, che ancora non sa come comportarsi con lei. Traumatizzato per la recente morte del fratello Kamina, Simon da un lato la vede come una nemica, dall'altro è attratto da lei. Nia, inoltre, non sembra atteggiarsi da nemica e, anzi, si dimostra particolarmente gentile e sensibile verso Simon. Dopo l'attacco di Guame, uno dei quattro re celesti al servizio di Lordgenome, Nia viene rapita da questo. Da lui viene a sapere che non è altro che una delle tante figlie che Lordgenome ha procreato e di cui si è sbarazzato, come fosse una bambola.
Salvata da Simon, ora deciso a lasciare il passato alle spalle e a non serbare più rancore, Nia si innamora di lui e, conscia del dolore che il padre sta provocando ai suoi compagni, decide di unirsi definitivamente alla causa della brigata Dai-Gurren. Nel tempo libero Nia diventa la cuoca della brigata e instaura un rapporto sempre più intimo con Simon. Giunti alla battaglia contro il suo stesso padre, Nia sale a bordo del Lagann con Simon e insieme a lui fronteggia la battaglia. Anche se non di grande aiuto militare, Nia riesce a supportare degnamente Simon, che riesce a sconfiggere con il potere della Spirale, ovvero il potere insito in tutti gli esseri umani e amplificato dalla trivella in suo possesso, Lordgenome. Quest'ultimo, in fin di vita, rivela che il suo compito era quello di non permettere che gli esseri umani popolassero la superficie, perché quando sulla terra fossero vissuti un milione di esseri umani, la luna sarebbe caduta e tutto sarebbe stato distrutto. Memori di queste parole, Simon e Nia annunciano vittoria agli altri membri della brigata e, assieme a loro, costruiscono una nuova città: Kamina City.

### Seconda parte
Sono passati 7 anni. Nia è diventata una donna bellissima, ancora fidanzata con Simon, diventato Comandante assoluto di Kamina City. Nia riceve una proposta di matrimonio da parte di Simon, che le propone di diventare una cosa sola con lui e le regala un anello. Interpretando queste parole in senso letterale, l'ingenua Nia rifiuta, ma in un secondo momento, chiarito l'equivoco, accetta. Poco dopo aver comunicato a Simon di voler diventare sua moglie, Nia viene attratta da uno strano fascio di luce proveniente dalla luna. Ipnotizzata ed inibita da questo, viene materializzata sulla superficie lunare.
Per un misterioso motivo, Nia viene controllata dalla luna, autoproclamandosi appartenente alla razza degli Anti-Spiral e intenzionata a distruggere la terra per volere della sua razza. La sentenza di Lordgenome si avvera: con un milione di persone la luna comincia a crollare sulla terra e gli Anti-Spiral, razza eletta a distruggere il potere della Spirale, riemorgono dalle ombre dell'universo. Simon, tuttavia, riesce a scongiurare la fine della terra, bloccando con il Gurren Lagann l'avanzata della luna. A ostacolarlo c'è tuttavia Nia, ancora sotto l'influsso degli Anti-Spiral. Simon riesce tuttavia a farle rammentare la sua parte umana e a convincerla che è ancora in grado di ritornare ad essere l'autentica Nia, facendole notare che all'anulare aveva ancora l'anello regalatole durante la proposta di matrimonio.
Nia ritorna in sé e prima che possa essere risucchiata dal vortice degli Anti-Spiral, scongiura Simon di salvarla. Per la sua ribellione, Nia comincia ad essere smaterializzata e torturata dall'Anti-Spiral. Grazie però al segnale che l'anello di Simon emette, dopo molte difficoltà Simon arriva da Nia e la salva. Messa in salvo, Nia combatte assieme all'amato Simon sul Lagann, come ai vecchi tempi e, supportati dai membri della brigata Dai-Gurren, lei e Simon sconfiggono Anti-Spiral, il cui compito era quello di arginare l'immenso potere della Spirale, tale da distruggere l'intero universo.
Ritornati sulla terra, Nia finalmente può sposare Simon. Poco dopo essere diventati marito e moglie Nia comincia a smaterializzarsi. Il suo corpo infatti è una creazione di Anti-Spiral, e non più alimentata dalla forza del suo creatore lentamente svanisce, non prima di aver comunicato il suo ultimo messaggio d'amore a Simon, il quale, conscio di ciò, accetta la morte dell'amata. Dopo 20 anni di isolamento, Simon, al suo ritorno a Kamina City, poserà dei fiori bianchi sulla sua tomba.

## Personalità
Di animo gentile e docile, Nia, anche se figlia di Lordgenome, riesce subito a ottenere la fiducia e l'affetto dei membri della brigata Dai-Gurren. Sempre allegra e solare, sembra essere attratta e stupita da tutto ciò che osserva. Molto curiosa, non poche volte domanda ai suoi compagni il significato delle parole che pronunciano, anche delle più banali, come persona e nemico.
Innocente e spensierata, anche nei momenti più difficili non si perde d'animo e non perde mai la fiducia nell'amato Simon. Con quest'ultimo sin dai primi momenti ha un rapporto molto intenso e intimo. Con lui, inoltre, vive una relazione amorosa molto duratura, che poi sfocia nel matrimonio finale.
Desidera sempre aiutare il prossimo e ogni volta che può supporta Simon, anche nelle battaglie più ardue. Durante la sua permanenza nella base della brigata Dai-Gurren fece la cuoca. Anche se non ha mai conosciuto Kamina, Nia sembra avere molto rispetto in lui.
A causa della sua spontaneità, a volte appare ingenua e lenta di comprendonio, come ad esempio nel caso della proposta di matrimonio di Simon. Quando è sotto l'influsso di Anti-Spiral tutta la sua umanità viene soffocata ed appare molto più spregiudicata e cinica.

## Nome
Il nome Nia deriva dall'inglese near che significa "vicino".